# FIBA Copa Asiática de Campeões de 2017
A FIBA Copa Asiática de Campeões de 2017 foi a 26ª edição do torneio FIBA Asia Champions Cup, que é a competição máxima entre clubes campeões nacionais no continente asiático, organizada pela FIBA Asia. A sede da competição é a cidade de Chenzhou, China, sendo a segunda edição seguida sediada em território chinês.

## Classificação
As partidas são disputadas de acordo com as regras internacionais da FIBA sendo que são dez os participantes, , sendo 6 equipes classificadas pelas competições regionais, uma equipe representando o país sede, e três equipes convidadas mediante sua classificação na competição anterior. 
| Asia Central (1)     | Extremo Oriente (1+2)  | Golfo Pérsico (1) | Sul da Ásia (1) | Sudeste Asiático (1) | Oriente Médio (1+1+1) |
| -------------------- | ---------------------- | ----------------- | --------------- | -------------------- | --------------------- |
| BC Astana            | Xinjiang Flying Tigers | Al-Ahli           | ONGC            | Mono Vampire         | Al-Riyadi             |
| Sun Rockers Shibuya* | Chooks-to-Go Pilipinas | Petrochimi        |                 |                      |                       |
| Dacin Tigers         | Sareyyet Ramallah      |                   |                 |                      |                       |

## Fase de Classificação

### Grupo A
| Pos | Clube             | J | V | D | P+  | P-  | SP  |
| --- | ----------------- | - | - | - | --- | --- | --- |
| 1   | Astana            | 4 | 3 | 1 | 285 | 255 | 30  |
| 2   | Petrochimi        | 4 | 3 | 1 | 371 | 237 | 134 |
| 3   | Chooks-to-go      | 4 | 2 | 2 | 336 | 343 | -7  |
| 4   | Mono Vampire      | 4 | 1 | 3 | 330 | 411 | -81 |
| 5   | Sareyyet Ramallah | 4 | 1 | 3 | 285 | 361 | -76 |

| 23 de setembro |  | Petrochimi | 65–66 | Astana |  | Chenzhou |  |

| 23 de setembro |  | Chook-to-go | 82–89 | Sareyyet Ramallah |  | Chenzhou |  |

| 24 de setembro |  | Mono Vampire | 102–115 | Chook-to-go |  | Chenzhou |  |

| 24 de setembro |  | Sareyyet Ramallah | 45–108 | Petrochimi |  | Chenzhou |  |

| 25 de setembro |  | Astana | 69–51 | Sareyyet Ramallah |  | Chenzhou |  |

| 25 de setembro |  | Petrochimi | 111–60 | Mono Vampires |  | Chenzhou |  |

| 26 de setembro |  | Mono Vampire | 66–85 | Astana |  | Chenzhou |  |

| 26 de setembro |  | Chook-to-go | 66–87 | Petrochimi |  | Chenzhou |  |

### Grupo B
| Pos | Clube               | J | V | D | P+  | P-  | SP   |
| --- | ------------------- | - | - | - | --- | --- | ---- |
| 1   | Al-Riyadi           | 4 | 4 | 0 | 435 | 250 | 185  |
| 2   | China Kashgar       | 4 | 3 | 1 | 361 | 287 | 74   |
| 3   | Taipei Dacin Tigers | 4 | 2 | 2 | 352 | 326 | 26   |
| 4   | Al Ahli             | 4 | 1 | 3 | 245 | 376 | -131 |
| 5   | ONGC                | 4 | 0 | 4 | 231 | 385 | -154 |

| 22 de setembro |  | Taipei Dancin Tigers | 94–62 | ONGC |  | Chenzhou |  |

| 22 de setembro |  | Al Ahli | 43–96 | China Kashgar |  | Chenzhou |  |

| 23 de setembro |  | China Kashgar | 100–94 | Taipei Dancin Tigers |  | Chenzhou |  |

| 23 de setembro |  | Al-Riyadi | 116–55 | Al Ahli |  | Chenzhou |  |

| 24 de setembro |  | Taipei Dancin Tigers | 71–89 | Al-Riyadi |  | Chenzhou |  |

| 24 de setembro |  | ONGC | 47–92 | China Kashgar |  | Chenzhou |  |

| 25 de setembro |  | Al Ahli | 75–93 | Taipei Dancin Tigers |  | Chenzhou |  |

| 25 de setembro |  | Al-Riyadi | 127–51 | ONGC |  | Chenzhou |  |

| 26 de setembro |  | ONGC | 71–72 | Al Ahli |  | Chenzhou |  |

| 26 de setembro |  | China Kashgar | 73–103 | Al-Riyadi |  | Chenzhou |  |

## Cruzamentos
|  | Decisão do 5º Lugar    | Decisão do 5º Lugar    | Decisão do 5º Lugar    |  |  | Torneio de consolação | Torneio de consolação | Torneio de consolação |  |    | Quartas de finais | Quartas de finais    | Quartas de finais |  |           | Semifinais    | Semifinais | Semifinais |  |                        | Final                  | Final                  | Final |
|  |                        |                        |                        |  |  |                       |                       |                       |  |    |                   |                      |                   |  |           |               |            |            |  |                        |                        |                        |       |
|  |                        |                        |                        |  |  |                       |                       |                       |  |    | B4                | Al Ahli              | 53                |  |           |               |            |            |  |                        |                        |                        |       |
|  |                        |                        |                        |  |  |                       |                       |                       |  |    | A1                | Astana               | 83                |  |           |               |            |            |  |                        |                        |                        |       |
|  |                        |                        |                        |  |  |                       | Al Ahli               | 57                    |  |    |                   |                      |                   |  |           | Astana        | 70         |            |  |                        |                        |                        |       |
|  |                        |                        |                        |  |  |                       | Chook-to-go           | 92                    |  |    |                   |                      |                   |  |           | China Kashgar | 79         |            |  |                        |                        |                        |       |
|  |                        |                        |                        |  |  |                       |                       |                       |  | B2 | China Kashgar     | 86                   |                   |  |           |               |            |            |  |                        |                        |                        |       |
|  |                        |                        |                        |  |  |                       |                       |                       |  |    | A3                | Chook-to-go          |                   |  |           |               |            |            |  |                        |                        |                        |       |
|  |                        | Chook-to-go            | 89                     |  |  |                       |                       |                       |  |    |                   |                      |                   |  |           |               |            |            |  |                        | China Kashgar          | 59                     |       |
|  |                        | Mono Vampires          | 79                     |  |  |                       |                       |                       |  |    |                   |                      |                   |  |           |               |            |            |  | Al-Riyadi              | 88                     |                        |       |
|  |                        |                        |                        |  |  |                       |                       |                       |  |    | A4                | Mono Vampires        | 73                |  |           |               |            |            |  |                        |                        |                        |       |
|  |                        |                        |                        |  |  |                       |                       |                       |  |    | B1                | Al-Riyadi            | 110               |  |           |               |            |            |  |                        |                        |                        |       |
|  |                        |                        |                        |  |  | Mono Vampires         | 92                    |                       |  |    |                   |                      |                   |  | Al-Riyadi | 74            |            |            |  |                        |                        |                        |       |
|  | Decisão do 7º colocado | Decisão do 7º colocado | Decisão do 7º colocado |  |  |                       | Taipei Dancin Tigers  | 82                    |  |    |                   |                      |                   |  |           | Petrochimi    | 64         |            |  | Decisão do 3º colocado | Decisão do 3º colocado | Decisão do 3º colocado |       |
|  |                        | Al Ahli                | 58                     |  |  |                       |                       |                       |  |    | A2                | Petrochimi           | 97                |  |           |               |            |            |  |                        | Astana                 | 81                     |       |
|  |                        | Taipei Dancin Tigers   | 103                    |  |  |                       |                       |                       |  |    | B3                | Taipei Dancin Tigers | 80                |  |           |               |            |            |  |                        |                        | Petrochimi             | 78    |

## Campeões
| FIBA Campeões Asiáticos 2017 Campeões |
| ------------------------------------- |
| Al-Riyadi 2º Titulo                   |